# Senftenberg (Brandenburg)
Senftenberg (sorbiska: Zły Komorow) är en stad och tillika huvudort i Landkreis Oberspreewald-Lausitz i förbundslandet Brandenburg i Tyskland. 
De tidigare kommunerna Brieske, Großkoschen, Hosena, Niemtsch och Peickwitz uppgick i Senftenberg den 31 december 2001.

## Geografi

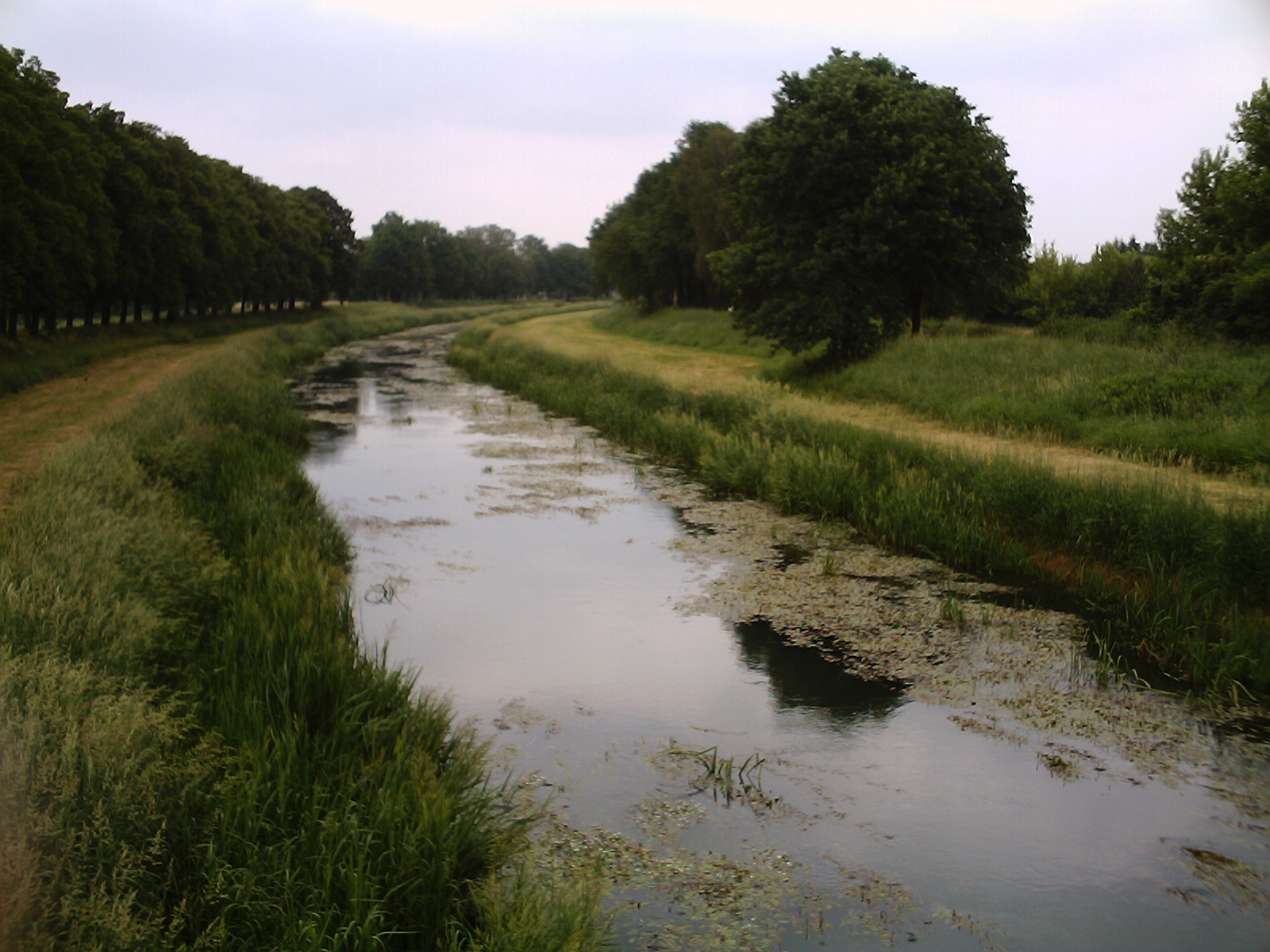
Schwarze Elster
(Čorny Hałštrow)

Senftenberg ligger i Niederlausitz vid floden Schwarze Elster (svarta Elster), en biflod till Elbe, och sjön Senftenberger See. Staden ligger cirka 60 km norr om Dresden och ungefär 40 km sydväst om Cottbus.

## Historia
Senftenberg grundades under den tyska östkolonisationen under högmedeltiden. Namnet kommer troligtvis från det tyska ordet "sumpftenburg" (ungefär sumpborg), på grund av den sanka marken och försvarsborgen i närheten. 1279 nämndes staden för första gången i skrift.
Under medeltiden bodde mellan 300 och 400 människor här. Efter en kort tid under brandenburgskt styre under början av 1300-talet kom Senftenberg 1368 att tillfalla Böhmen. 1413 tog landfogden och panthandlaren i Niederlausitz, Hans von Polenz, över staden. 1448 köpte den sachsiska hertigen Friedrich Senftenberg och de kommande 400 åren tillhörde man Sachsen. Sachsarna lät bygga en för denna tid modern försvarsborg vid staden.
Efter Wienkongressen 1815 förlorade Sachsen Senftenberg till Preussen.
Under slutet av 1800- och början av 1900-talet upplevde staden ett industriellt uppsving på grund av brunkolsindustrin. Eftersom brunkol bryts i dagbrott innebar detta att många sorbiska byar jämnades med marken, vilket innebar att det sorbiska språket och den sorbiska kulturen trängdes undan. Delar av staden och närliggande kommuner har rivits för att ge plats åt brunkolsindustrin.
2004 firade staden 725-årsjubileum.

## Ekonomi
Från att ha varit en utpräglad industristad med brunkolen som viktigaste näring, försöker man nu att locka turister till de natursköna omgivningarna.

## Stadsdelar
| Senftenberg Brieske Großkoschen Hosena Kleinkoschen Niemtsch Peickwitz Sedlitz (tyska) | Zły Komorow Brězk (Brězk) Košyna Hóznja Košynka Němskej Cikey Sedlišćo (sorbiska) |

## Vänorter
- Püttlingen i Saarland, Tyskland
- Senftenberg i Österrike
- Fresagrandinarias i Italien
- Saint-Michel-sur-Orge i Frankrike
- Nowa Sól i Polen
- Veszprém i Ungern
- Žamberk i Tjeckien